# اريك بي. كيم
اريك بي. كيم (بالإنجليزية: Eric B. Kim)‏ هو شخصية أعمال أمريكي، ولد في 1954.